# Walter Marty (Hochspringer)
Walter George Marty (* 15. August 1910 in Kalifornien; † 25. April 1995 im Fresno County) war ein US-amerikanischer Hochspringer.
Am 13. Mai 1933 stellte er in Fresno mit 2,04 m einen Weltrekord auf, den er am 28. April 1934 in Palo Alto auf 2,06 m verbesserte.
1934 wurde er US-Meister, US-Hallenmeister und für die Fresno State Normal School startend NCAA-Meister.